# Kalapuya central
EL kalapuya central, o santiam és una llengua ameríndia kalapuya del centre i sud de la vall de Willamette a Oregon, Estats Units. Era parlada per diverses bandes de kalapuyes que vivien a la vall a mitjans del segle xix. La llengua és força relacionada amb el kalapuya septentrional, parlat a les valls de Tualatin i Yamhill.

## Dialectes
S'hi han identificat els següents dialectes:
- Ahantchuyuk, parlat al nord-est de la vall de Willamette al llarg dels rius Pudding i Molalla
- Santiam, parlat al centre de la vall de Willamette al llarg del riu Santiam
- Luckiamute, parlat al centre de la vall de Willamette al llarg del riu Luckiamute
- Chepenafa, parlat al centre de la vall de Willamette al llarg del riu Mary's
- Chemapho, parlat al centre de la vall de Willamette al llarg de Muddy Creek.
- Chelamela, parlat al sud-oest de la vall de Willamette al llarg del riu Long Tom
- Tsankupi, parlat al sud-est de la vall de Willamette al llarg del riu Calapooia
- Winefelly-Mohawk, parlat al sud-est de la vall de Willamette al llarg dels rius McKenzie, Mohawk, i Coast Fork Willamette